# 卡西古蘭 (奧羅拉省)

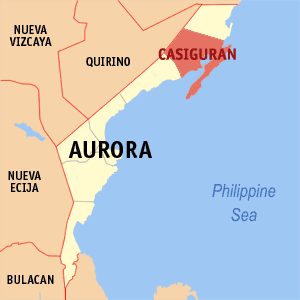
奧羅拉省的地圖，示卡西古蘭所在地

卡西古蘭（他加祿語：Casiguran，咱儂話：加斯虞蘭）是菲律賓奧羅拉省的一座自治市。面積715.43平方公里。根據2015年人口普查結果，卡西古蘭擁有24,313名居民。現下轄24個描籠涯。